# Valloire
Valloire (Arpitaans: Vârouère) is een gemeente in het Franse departement Savoie (regio Auvergne-Rhône-Alpes). De plaats ligt ten zuiden van de Maurienne-vallei en is een skistation, dat een onderdeel is van het skigebied Galibier-Thabor. De gemeente telde 1.074 inwoners op 1 januari 2022.

## Algemeen
Valloire ligt in een door de Valloirette gevormd zijdal van de Maurienne en heeft een wegverbinding met Saint-Michel-de-Maurienne, waar een aansluiting met de autoroute A43 is. Aangezien het dal van de Valloirette uitmondt in een steil ravijn is de hoofdweg naar Saint-Michel-de-Maurienne in de Maurienne-vallei aangelegd via nabijgelegen zijdalen. Hier is de uit de Tour de France bekende Col du Télégraphe (1556 m) gesitueerd. Aan de andere kant van het dorp begint de nog befaamdere Col du Galibier (2642 m), die ook zijn vaste stek in de Tour heeft.

### Uitgaansleven
Valloire kent een aantal cafés en restaurants. Veel daarvan bevinden zich vanouds in het centrum, zoals de cafés Le Centre, L'Entrepot, Bar À Zing en als bekendste Le Mast'Rock waar met regelmaat kleinschalige concerten plaatsvinden. In deze omgeving bevindt zich ook de discotheek Le Slalom.

## Geografie
De plaats maakt deel uit van het arrondissement Saint-Jean-de-Maurienne. De oppervlakte van Valloire bedroeg op 1 januari 2022 137,48 vierkante kilometer; de bevolkingsdichtheid was toen 7,8 inwoners per km².

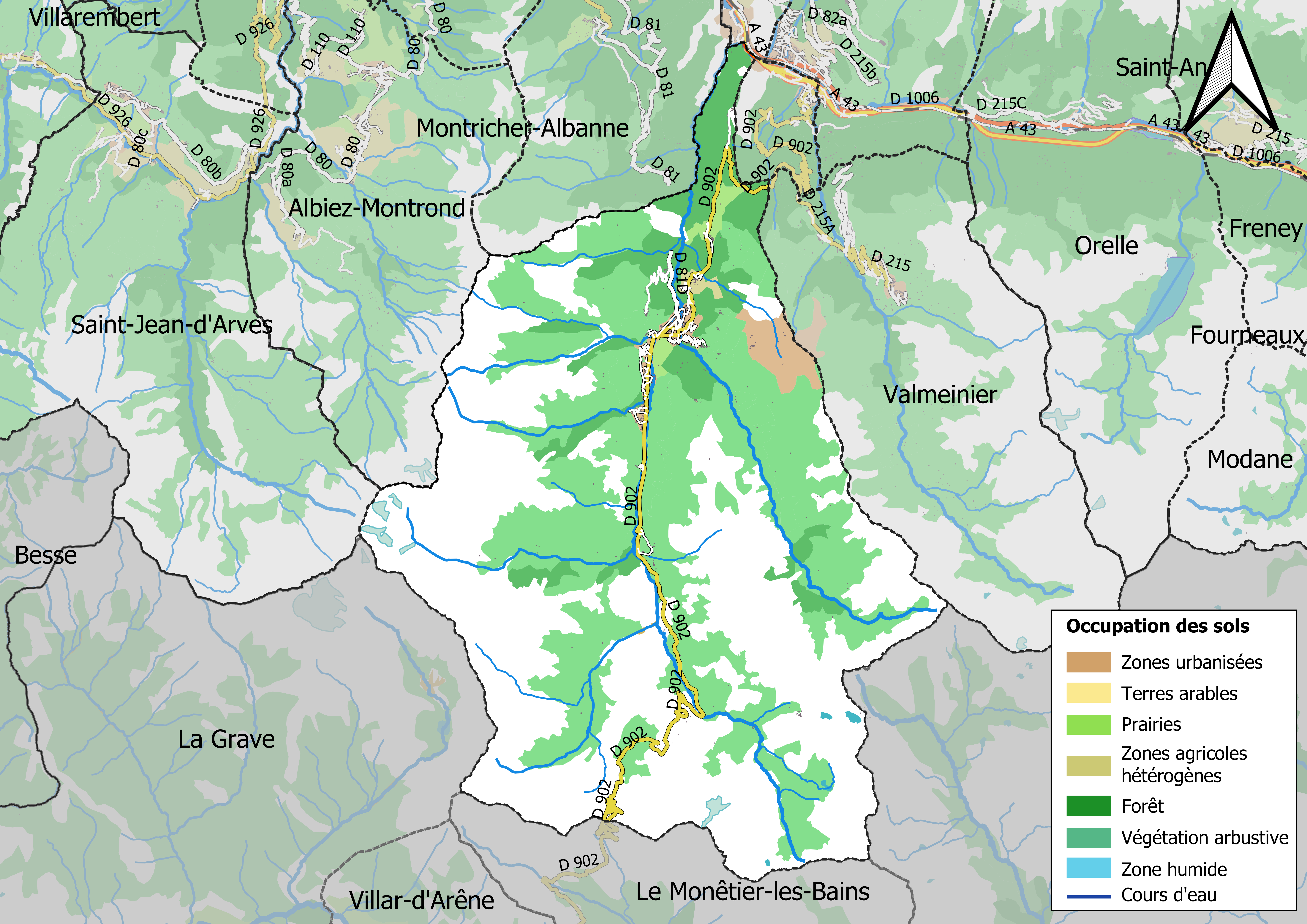
Kaart van de gemeente met de belangrijkste infrastructuur, bodemgebruik en omliggende gemeenten

## Demografie
Onderstaande figuur toont het verloop van het inwonertal (bron: INSEE-tellingen).

## Sport
Valloire was vier keer etappeplaats in de wielerkoers Ronde van Frankrijk. In 1975 startte er een etappe. In 1972, 2019 en 2024 wonnen respectievelijk de Belg Eddy Merckx, de Colombiaan Nairo Quintana en de Sloveen Tadej Pogačar er een etappe. Daarnaast kwamen de wielrenners nog talloze keren door Valloire tussen de beklimmingen (of afdalingen) van de Col du Télégraphe en Col du Galibier.
Valloire is de uitvalsbasis van Jean-Baptiste Grange, de tweevoudig wereldkampioen alpineskiën.